# Kyzyl-Kiya
Kyzyl-Kiya (kirguís: Кызылкыя) es una ciudad de la provincia de Batken, en el suroeste de Kirguistán.
Tiene un área total de 78 km², con 44 144 habitantes en 2009. Incluye tres pueblos como pedanías: Karavan, Ak-Bulak y Jin-Jigen.
Es un importante centro minero de carbón situado en el valle de Ferganá, a 32 km de Ferganá y 65 km de Osh.

## Clima
Tiene un clima "BSk" según la clasificación climática de Köppen.
| Parámetros climáticos promedio de Kyzyl-Kiya                                         | Parámetros climáticos promedio de Kyzyl-Kiya | Parámetros climáticos promedio de Kyzyl-Kiya | Parámetros climáticos promedio de Kyzyl-Kiya | Parámetros climáticos promedio de Kyzyl-Kiya | Parámetros climáticos promedio de Kyzyl-Kiya | Parámetros climáticos promedio de Kyzyl-Kiya | Parámetros climáticos promedio de Kyzyl-Kiya | Parámetros climáticos promedio de Kyzyl-Kiya | Parámetros climáticos promedio de Kyzyl-Kiya | Parámetros climáticos promedio de Kyzyl-Kiya | Parámetros climáticos promedio de Kyzyl-Kiya | Parámetros climáticos promedio de Kyzyl-Kiya | Parámetros climáticos promedio de Kyzyl-Kiya |
| Mes                                                                                  | Ene.                                         | Feb.                                         | Mar.                                         | Abr.                                         | May.                                         | Jun.                                         | Jul.                                         | Ago.                                         | Sep.                                         | Oct.                                         | Nov.                                         | Dic.                                         | Anual                                        |
| ------------------------------------------------------------------------------------ | -------------------------------------------- | -------------------------------------------- | -------------------------------------------- | -------------------------------------------- | -------------------------------------------- | -------------------------------------------- | -------------------------------------------- | -------------------------------------------- | -------------------------------------------- | -------------------------------------------- | -------------------------------------------- | -------------------------------------------- | -------------------------------------------- |
| Temp. media (°C)                                                                     | -3.4                                         | -0.9                                         | 6.4                                          | 14                                           | 18.7                                         | 22.8                                         | 24.7                                         | 23.1                                         | 18.3                                         | 11.8                                         | 5                                            | -0.6                                         | 11.7                                         |
| Precipitación total (mm)                                                             | 27.4                                         | 33.2                                         | 44.9                                         | 40.1                                         | 37.7                                         | 16.2                                         | 10.2                                         | 4.1                                          | 5                                            | 27.6                                         | 25.9                                         | 23.5                                         | 295.8                                        |
| Días de precipitaciones (≥ 0.1 mm)                                                   | 7                                            | 7.5                                          | 8.8                                          | 8.1                                          | 8.3                                          | 5.2                                          | 3.4                                          | 2.1                                          | 2.2                                          | 4.7                                          | 5.3                                          | 6                                            | 68.6                                         |
| Humedad relativa (%)                                                                 | 77.7                                         | 75.6                                         | 66.9                                         | 58.5                                         | 52                                           | 43.4                                         | 44.9                                         | 49.4                                         | 52.3                                         | 60.3                                         | 69                                           | 77.4                                         | 60.6                                         |
| Fuente: «The Climate of Kyzyl-Kiya». Weatherbase. Consultado el 1 de agosto de 2014. |                                              |                                              |                                              |                                              |                                              |                                              |                                              |                                              |                                              |                                              |                                              |                                              |                                              |

## Deportes
- FC Shakhtyor Kyzyl-Kiya